# Elisabeth Manhal

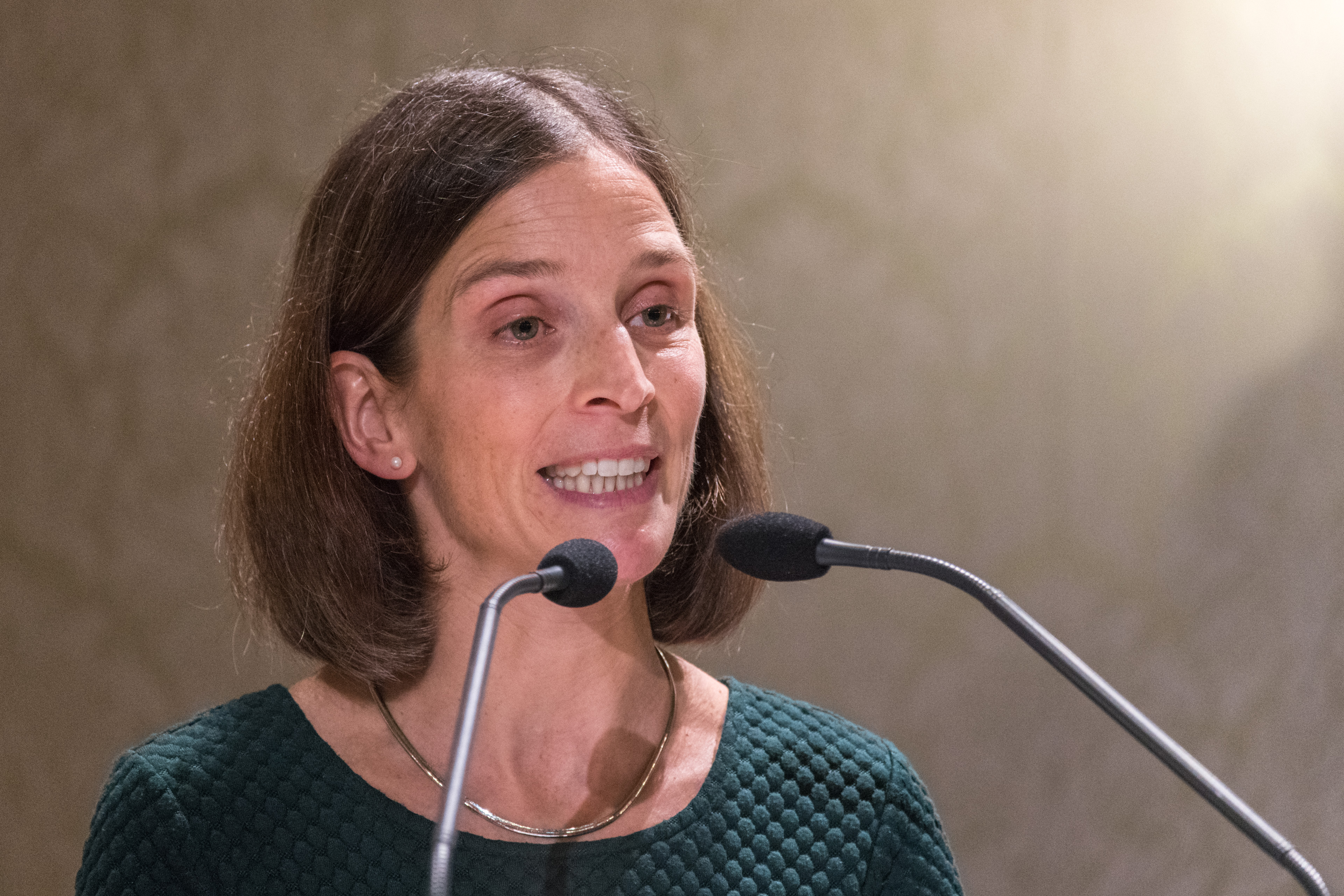
Elisabeth Manhal (2019)

Elisabeth Manhal (* 27. Mai 1977 in Linz) ist eine österreichische Politikerin (ÖVP) und Juristin. Sie ist seit 2009 Abgeordnete zum Oberösterreichischen Landtag.
Manhal besuchte von 1983 bis 1987 die Volksschule 14 in Linz und absolvierte danach das BG und BRG Khevenhüllerstraße, das sie 1995 mit der Matura abschloss. Manhal studierte von 1995 bis 1999 Rechtswissenschaften und promovierte nach ihrem Doktoratsstudium, das sie 1999 bis 2000 betrieben hatte zur Mag. Dr. . Manhal war von 1999 bis 2000 Assistentin am Institut für Verwaltungsrecht und Verwaltungslehre an der Universität Linz und steht seit 2001 im Dienst des oberösterreichischen Landesdienstes. Sie ist als *  Juristin im Büro des Landeshauptmanns beschäftigt. Seit Jänner 2004 ist sie Büroleiter-Stellvertreterin.
Manhal war von 1997 bis 2000 Obfrau der Jungen Volkspartei in Linz und übt seit 2002 die Funktion der Obfrau der ÖVP Auberg/Pöstlingberg aus. Seit 2008 ist sie zudem Obmann Stellvertreterin des ÖABB Linz. Manhal war von 1997 bis 2009 Gemeinderätin in Linz und hatte zwischen Jänner und Oktober 2009 das Amt der Klubobfrau inne. Sie ist seit dem 23. Oktober 2009 Landtagsabgeordnete.
Manhal ist Obmann Stellvertreterin der Kinderwelt Oberösterreich und Obmann Stellvertreterin des Kulturzentrums Hof. Zudem ist sie Vorstandsmitglied des Vereines Hilfe für Kinder und Eltern. Manhal ist verheiratet und lebt in Linz.